# الدورات الكبرى

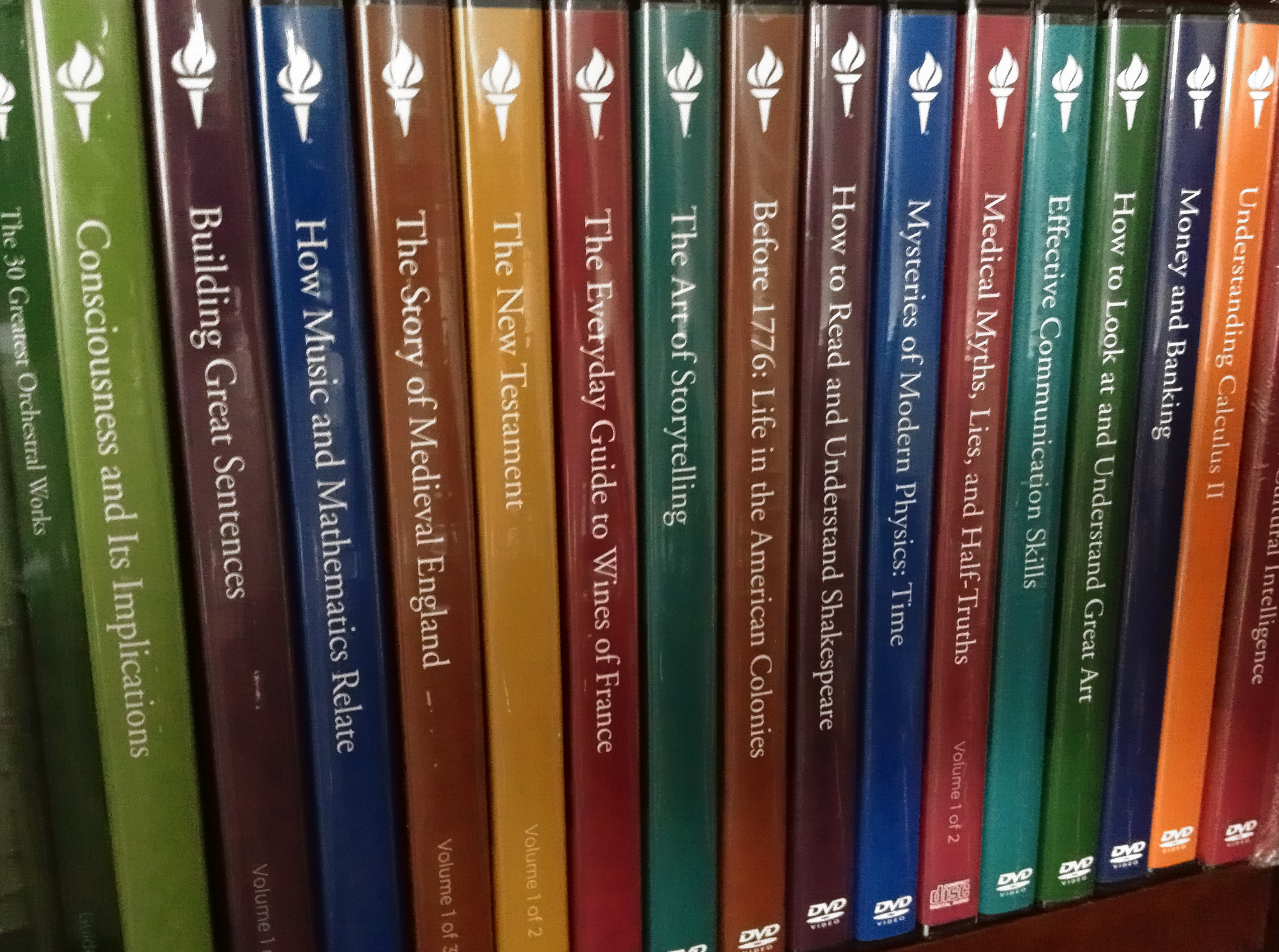
بعض المواد الدراسية التي تنتجها شركة التدريس

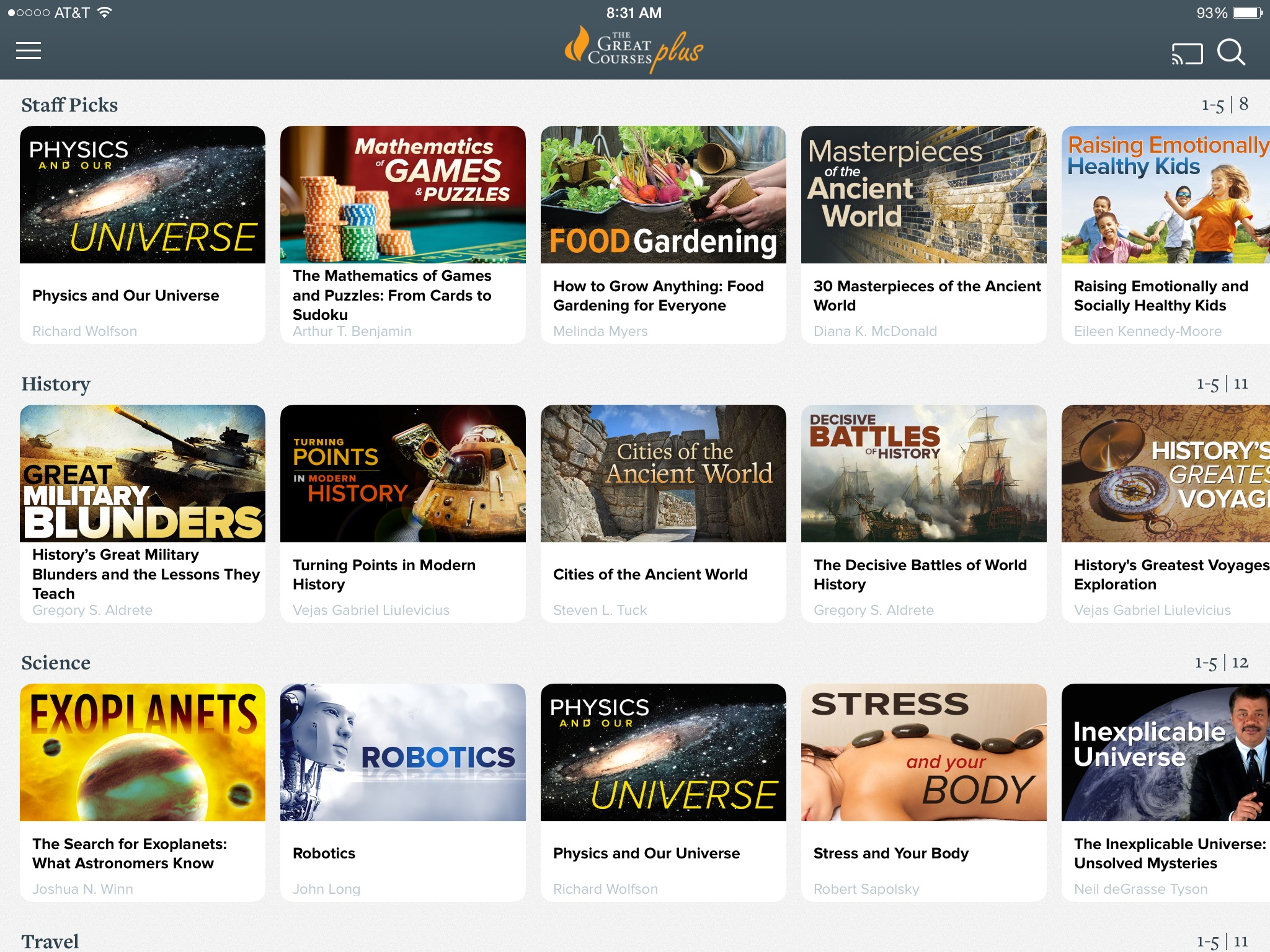
المحتوى المتاح من خلال "الدورات الكبرى الإضافية"، خدمة للمشتركين

الدورات الكبرى (TGC) هي عبارة عن سلسلة من دورات الصوت والفيديو على مستوى الكلية والتي تنتجها وتوزعها شركة التدريس (TTC)، وهي شركة أمريكية مقرها في شانتيلي، فرجينيا. الدورات متوفرة في امتداد الصوت والفيديو في أشكال مختلفة وعلى الأجهزة النقالة.
الدورات تختلف عن معظم منصات التعلم على الانترنت أنه يتم إنتاجها لأغراض إثراء المعرفة فقط وعرضت دون جداول، أو واجبات منزلية، أو امتحانات، أو شهادات. العديد من الدورات تتعامل مع مواضيع ضيقة جدا مثل تاريخ المسيحية في عصر الإصلاح، والمواد المظلمة والطاقة المظلمة.

## تاريخ
تأسست الشركة في عام 1990 من قبل توماس م. رولينز، المستشار السابق في لجنة مجلس الشيوخ في الولايات المتحدة للعمل والموارد البشرية. وقد استلهم رولينز من سلسلة محاضرات مصورة على شريط فيديو مدتها 10 ساعات شاهدها أثناء وجوده في كلية الحقوق بجامعة هارفارد، وبدأ في توظيف أساتذة وخبراء كبار يعتمدون بشكل كامل تقريبا على تعليقات العملاء. في 2 أكتوبر 2006، تم الحصول على الشركة من قبل برينتوود أسوسياتس، وهي شركة استثمارية في الأسهم الخاصة.
في عام 2012، أنتجت الشركة الدورات الأولى من عدة دورات في الطبخ بالشراكة مع معهد الطهي في أمريكا، وأعلنت تمديد تلك الشراكة في عام 2013. في عام 2014، أعلنت الشركة عن شراكة مع منظمة ناشيونال جيوغرافيك لإنتاج دورات مشتركة في التصوير الفوتوغرافي والسفر الاستكشافي، وشراكة لمدة عشر سنوات مع سميثسونيان لإنتاج دورات في التاريخ والعلوم والسفر والفنون. في عام 2016، أعلنت الشركة عن شراكة مع عيادة مايو لإنتاج معا دورات حول الصحة.
في عام 2015، بدأت الشركة تقدم دورات الفيديو كجزء من خدمة اشتراك غير محدود تسمى «الدورات الكبرى بلس». في عام 2016، قدمت الشركة قناة اشتراك على أمازون فيديو.
في يناير 2017، أطلقت الدورات الكبرى موقع على شبكة الانترنت، الدورات الكبرى اليومية، - وهو موقع على غرار الصحف الحرة التي تستضيف المقالات والمقابلات وأشرطة الفيديو التي تسلط الضوء على محتوى الدورة.

## دورات
اعتبارا من عام 2016، كانت الشركة تقدم أكثر من 600 دورة تتراوح في طولها من ست محاضرات لأكثر من تسعين محاضرات في عدة فئات الموضوع: الأعمال والاقتصاد والفنون الجميلة والموسيقى والتاريخ القديم والقرون الوسطى والتاريخ الحديث والأدب واللغة الإنجليزية والفلسفة والفكرية والتاريخ، والدين، والعلوم، والرياضيات، والعلوم الاجتماعية، والتنمية المهنية وتحسين المعيشة (الصحة والعافية والغذاء والتصوير الفوتوغرافي، الخ).
معظم السلسلة يتم تطويرها للتعلم مدي الحياة للبالغين. وهناك أيضا سلسلة لطلاب المدارس الثانوية. الدورات ليست تسجيلات حرفية لمحاضرات الكلية، وإنما يتم تطويرها من قبل شركة التدريس بالاقتران مع الأستاذ لتناسب المتوسطة المختارة. يجب على الأساتذة أولا اجتياز الاختبارات التي يتم فحصها من قبل عملاء الدورات الكبرى.  وتشمل إصدارات الفيديو من الدورات الرسومات وتأثيرات الشاشة الخضراء. وتشمل الدورات أيضا تكميلية «أدلة» أعدها الأستاذ مع الخطوط العريضة للمحاضرات الفردية، وأوصت قوائم القراءة والببليوغرافيات العامة، والأسئلة للنظر فيها. كما تتوفر النصوص المطبوعة الكاملة.
الدورات متاحة للفيديو والصوت عبر الإنترنت ويمكن الوصول إليها في العديد من الصيغ بما في ذلك سي دي، دي في دي، وتنزيل الصوت والفيديو، والتدفق الرقمي، وكتب النصوص الحرفية. وتقدم الشركة أيضا إصدارات صوتية لبعض الدورات للمشتركين في أوديبل دوت كوم،  وأتاحت عناوين الفيديو لمشتركي نيتفليكس.

## قائمة جزئية من المدربين البارزين
- بارت إيرمان
- جون إسبوسيتو
- فيليب دايليدر
- شون كارول